# .NET Reflector
.NET Reflector ist ein Klassenbrowser für Microsoft .NET mit eingebautem Decompiler. Reflector kann mit Hilfe des Disassemblers die Methoden im Rahmen der Möglichkeiten in einen lesbaren Code (Quellcode) zurückübersetzt werden. Bei der Zielsprache der Dekompilierung kann zwischen IL, C#, Visual Basic .NET, Delphi, C++ und Chrome ausgewählt werden. .NET Reflector wurde von Lutz Roeder entwickelt und wird seit August 2008 von Red Gate Software weiterentwickelt.

## Weitere Funktionen
Ein Klassenbrowser, der die Möglichkeit bietet, sich (wie im Windows-Explorer) durch die Namespaces und Klassen zu bewegen, und ein Codeanalysewerkzeug für das Dekompilat sind weitere Teile des Programms. Das Codeanalysewerkzeug untersucht, von welchen anderen Klassen eine Klasse abhängig ist, von welchen anderen Klassen sie benutzt wird und von welchen Klassen sie instanziiert wird.
.NET Reflector kann durch Plug-ins erweitert werden. Beispiele sind Plug-in zur Analyse von Assemblies (Qualitäts-Metriken, Abhängigkeitsmatrizen), zur Volltextsuche, zum Speichern des Sourcecodes oder als Unterstützung beim Debugging.

## Änderung des Bezahlmodells
Bis zum 1. März 2011 war .NET Reflector Freeware und kostenlos verfügbar. Zum 1. März sollte es Shareware werden und 25 € kosten. Der Schritt wurde mit den laufenden Kosten für die Bereitstellung von Patches begründet. Nach heftigen Kritiken wurde seitens des Herstellers bekannt gegeben, dass nur die neue Version 7.X kostenpflichtig sein werde, die älteren Versionen werden weiterhin gepflegt und kostenlos verfügbar bleiben.

## Alternativen
Als Reaktion auf die Änderung des Bezahlmodells wurde mit dem Open-Source-Projekt ILSpy begonnen.